# Харрисон, Джейми
Джейми Ха́ррисон (англ. Jaime R. Harrison, /ˈdʒeɪmi/; род. 5 февраля 1976, Оринджберг, Южная Каролина) — американский адвокат, политический и партийный деятель, председатель Национального Демократического комитета. В период 2013—2017 годов, занимал пост председателя Демократической партии Южной Каролины. Баллотировался на место в сенате от Южной Каролины в 2020 году, но проиграл действующему сенатору Линдси Грэму.

## Биография
Родился и вырос в Оринджберге, Южная Каролина. Воспитывался матерью Патрицией и дедушкой. В юности посещал баптистскую церковь. В 1994 году, по стипендии молодёжной программы США, поступил в среднюю школу Оринджберг-Уилкинс, затем учился в Йельском университете, где он изучал политологию. 
После окончания университета, работал учителем в своей бывшей школе. В 1999 году, был назначен главным директорам по связям College Summit. В 2004 году, получил звание доктора юриспруденции в Школе права Джорджтаунского университета.  

## Личная жизнь
Женат на Марии Бойд, познакомились во время президентских выборов в США (2008).